# Enterobacter siamensis
Espèce
Enterobacter siamensis est une des espèces du genre de bactéries Enterobacter. Ce sont des bacilles à Gram négatif de la famille des Enterobacteriaceae faisant partie de l'embranchement des Pseudomonadota.

## Historique
Enterobacter siamensis est une bactérie décrite en 2013 sur la base d'une souche isolée des eaux usées d'une usine de traitement des produits de la mer (ou de fruits de mer) dans la Songkhla en Thaïlande

## Taxonomie
Le nom correct complet (avec auteur) de ce taxon est Enterobacter siamensis Khunthongpan et al., 2014. Bien que décrite dans une publication en 2013, le nom n'a été validé qu'en 2014.

### Étymologie
L'étymologie de cette espèce E. siamensis est la suivante : si.am.en’sis N.L. masc./fem. adj. siamensis, appartenant au Siam, ancien état historique de la Thaïlande où la souche type a été isolée,.

### Phylogénie
Les analyses phylogéniques basées sur le gène de l'ARNr 16S ont montré que cette espèce E. siamensis est incluse dans le genre Enterobacter. Elle forme un cluster avec les deux souches types des sous-espèces de Enterobacter cloacae avec une homologie de 97.5 % pour la partie séquencée de ce gène ARNR 16S. Pour préciser la phylogénie de cette espèce, des hybridations ADN-ADN ont été effectuées et les résultats montrent une réassociation de 46,6 % avec la sous-espèce E. cloacae subsp. dissolvens et de 48,8 % avec la sous-espèce E. cloacae subsp. cloacae bien inférieure aux 70 % pour fare partie de la même espèce.

## Description
E. siamensis est une bactérie anaérobie facultative à Gram négatif ne formant pas de spores et qui est mobile par l'intermédiaire d'un flagelle péritriche. Elle a la forme d'un bacille. Le test Voges–Proskauer est positif ainsi que les tests catalase et oxydase. En culture, les bactéries forment des colonies circulaires de couleur blanc crème et d'aspect muqueux avec des marges bien définies et translucides. Au bout de 48h à 37 °C, les colonies ont une taille de 5 à 9 mm. La croissance peut se produire sur milieu de MacConkey mais pas sur milieu de sels biliaires. La température de croissance se situe de 10 à 40 °C mais l'optimum est situé à 37°C sans NaCl, mais elle reste possible en présence de 0 à 7,5 % (w/v) de NaCl. Le pH de croissance se situe en 4.0 et 10.5 avec un optimum de 6 à 7.
Ses autres tests biochimiques sont positifs pour l'arginine dihydrolase, l'ornithine décarboxylase, l'utilisation du citrate et l'hydrolyse de l'esculine. Elle produit une Tryptophane déaminase. Les tests sont négatifs pour la lysine décarboxylase, l'hydrolyse de la tyrosine, l'hydrolyse de la caséine, la gélatinase, l'activité uréase et la production d'indole. Les acides gras cellulaires majoritaires de cette bactérie sont les acides gras C16:0, C17:0 cyclo et C14:0.
Le pourcentage en bases GC de la souche type est de 53,00 %.

### Souche type
La souche type de l'espèce E. siamensis est la souche C2361 qui porte les identifiants KCTC 23282 et NBRC 107138 qui sont différentes banques de cultures bactériennes,.

## Habitat
L'espèce E. siamensis est une espèce de bactérie dont la souche type, C2361 a été isolée des eaux usées d'une usine de traitement des produits de la mer ou de fruits de mer.